# لورينزو فونسيكا
لورينزو فونسيكا (بالهولندية: Lorenzo Soares Fonseca) هو لاعب كرة قدم هولندي في مركز الدفاع، ولد في 17 يناير 1998 في روتردام في هولندا. لعب مع سبارتا روتردام.

## وصلات خارجية
- لورينزو فونسيكا على موقع قاعدة بيانات كرة القدم.إي يو (الإنجليزية)
- لورينزو فونسيكا على موقع ناشيونال فوتبول تيمز (الإنجليزية)
- لورينزو فونسيكا على موقع Soccerway.com (الإنجليزية)